# Tomoaki Seino
Tomoaki Seino (清野 智秋 Seino Tomoaki?, nacido el 29 de septiembre de 1981 en Niigata) es un exfutbolista japonés. Jugaba de delantero y su último club fue el Convoy Sun Hei.

## Trayectoria

### Clubes
| Club              | País  | Año         |
| ----------------- | ----- | ----------- |
| Júbilo Iwata      | Japón | 2000 - 2002 |
| Shizuoka FC       | Japón | 2002 - 2003 |
| Consadole Sapporo | Japón | 2004 - 2006 |
| Shizuoka FC       | Japón | 2006 - 2008 |
| Convoy Sun Hei    | China | 2009        |